# (3401) Vanphilos
(3401) Vanphilos es un asteroide perteneciente al grupo de los asteroides que cruzan la órbita de Marte descubierto por el equipo del Observatorio del Harvard College desde la Estación George R. Agassiz en Harvard (Massachusetts), Estados Unidos el 1 de agosto de 1981.

## Designación y nombre
Vanphilos se designó al principio como 1981 PA.
Posteriormente, en 1991, a propuesta de Gareth V. Williams, fue nombrado en honor de Vanessa Hall y Philip Osborne, amigos del proponente.

## Características orbitales
Vanphilos orbita a una distancia media de 2,368 ua del Sol, pudiendo alejarse hasta 3,219 ua y acercarse hasta 1,516 ua. Su excentricidad es 0,3596 y la inclinación orbital 21,8 grados. Emplea 1331 días en completar una órbita alrededor del Sol.

## Características físicas
La magnitud absoluta de Vanphilos es 12,3 y el periodo de rotación de 4,226 horas. Está asignado al tipo espectral S de la clasificación SMASSII.